# АЕС Коберг
Атомна електростанція Коберг — атомна електростанція в Південній Африці. На даний момент він єдиний на всьому африканському континенті. Він розташований 30 км на північ від Кейптауна, поблизу Мелкбосстранда на західному узбережжі Південної Африки. Koeberg належить і управляється єдиним національним постачальником електроенергії в країні Eskom.

## Дизайн
Коберг містить два водно-водяних ядерних реактори за проектом Framatome з Франції. Framatome володіє 51% акцій місцевої південноафриканської компанії Lesedi Nuclear Services. Коберг постачає електроенергію в національну мережу, щоб надлишок потужності міг перерозподілятися на решту країни за потреби. Паливо, що використовується в реакторі, — це таблетки збагаченого діоксиду урану, що містять гадоліній, що міститься в паливних стрижнях. Коберг оцінюється в 1860 МВт, його середньорічне виробництво становить 13668 ГВт-год і має два великих турбогенератора (2 × 970 МВт).
Кожен реактор видає 970 МВт (валової) і здатний віддавати в мережу 930 МВт (нетто).
Електростанція була побудована поблизу Кейптауна, щоб стати єдиним постачальником електроенергії в Західній Капській провінції після того, як електростанції, що працюють на викопному паливі, визнали занадто малими і занадто дорогими, щоб бути життєздатними. Атомна енергетика була розглянута, оскільки вона була економічнішою, ніж транспортування вугілля до існуючих електростанцій, що працюють на викопному паливі, і будівництво нових електростанцій, що працюють на викопному паливі, для чого знадобилося б 300 м димоходів заввишки для дотримання законодавства про чисте повітря.  Електростанція Атлон у місті була надто малою, щоб забезпечити потреби Кейптауна, і електростанцію на острові Паарден (саму надто малу) було знесено.

## Історія
Будівництво електростанції почалося в 1976 році, а 4 квітня 1984 року енергоблок 1 був синхронізований з мережею. 25 липня 1985 року з’явився блок 2.
17 грудня 1982 року Умкхонто ве Сізве, озброєне крило АНК, напало на Кеберг, коли він ще будувався. Збитки оцінили в рублі 500 млн, а введення електростанції відстрочено на 18 місяців. Підривником став Родні Вілкінсон, який раніше представляв Південну Африку на міжнародних турнірах з фехтування.
У серпні 2002 року дванадцять активістів Greenpeace отримали доступ до станції. Шестеро з них піднялися на стіну, щоб вивісити антиядерний банер протесту. Дванадцятьох заарештували та оштрафували.
Наприкінці 2005 року станція Коберг почала відчувати численні технічні труднощі. 11 листопада 2005 року через несправність шини передачі реактор перейшов у безпечний режим, що призвело до припинення постачання більшої частини Західного Кейпу приблизно на дві години. 16 листопада пожежа під ЛЕП 400 кВ спричинила відключення лінії, що спричинило серйозні провали напруги, що призвело до повторного відключення Koeberg. Різні частини мису залишалися без світла на кілька годин. Увечері 23 листопада планова перевірка резервної системи безпеки виявила концентрацію важливої хімічної речовини нижче встановленої, що призвело до контрольованої зупинки реактора. Через достатню кількість резервного джерела електроенергії серйозні перебої в електропостачанні не спостерігалися до п’ятниці, 25 листопада, коли резервна потужність почала вичерпуватися. У цей момент було застосовано ротаційне розвантаження з поетапним відключенням клієнтів протягом більшої частини дня. Koeberg було повторно синхронізовано з національною мережею в суботу, 26 листопада.

## Стрес-тести після Фукусіми
Після аварії на АЕС "Фукусіма-Дайічі" сейсмічна безпека в Коберзі була переоцінена спільно з МАГАТЕ. Незважаючи на те, що Koeberg був розроблений для 0,3g нульового періоду прискорення землі (ZPGA), землетрусу магнітудою 7, стрес-тести оцінювали Koeberg проти 0,5g ZPGA. Загалом Koeberg виявився сейсмічним надійним і добре спроектованим, з деякими областями, які потребують уваги та вдосконалення, які були виділені.

## Новобудова
По сусідству з Duynefontein на північній стороні Koeberg є запропоноване місце для нової атомної електростанції.

## Опозиція Кебергу
Атомна промисловість Південної Африки зустріла достатню частку спротиву, головним чином з боку екологів, стурбованих питаннями безпеки, такими як радіоактивні відходи, і антивоєнних активістів, стурбованих розповсюдженням ядерної зброї та використанням атомної зброї. Поточні кампанії проти ядерної енергії проводять Earthlife Africa і Koeberg Alert .